# Haapasaari (ö i Södra Savolax, Nyslott, lat 62,32, long 28,68)
Haapasaari är en ö i Finland. Den ligger i sjön Enonvesi och i kommunen Heinävesi i den ekonomiska regionen  Nyslotts ekonomiska region  och landskapet Södra Savolax, i den sydöstra delen av landet, 300 km nordost om huvudstaden Helsingfors. Öns största längd är 0,6 kilometer i öst-västlig riktning.